# Carcharhinus sealei
Серая акула Сейла (лат. Carcharhinus sealei) — вид хрящевых рыб из семейства серых акул (Carcharhinidae).

## Ареал
Серая акула Сейла обитает в тропических водах между 24°с.ш. и 30°ю.ш. у берегов ЮАР, Кении, Мадагаскара, Сейшельских островов, о. Маврикий, Индонезии, Филиппин, Северной Австралии, Новой Гвинеи и у юго-западного побережья Индии. Предпочитает держаться у прибрежных рифов с песчаным дном на глубине не более 40 м.

## Описание
У акулы Сейла стройное тело с длинной закруглённой мордой, крупные овальные глаза, зубы со скошенной вершиной. Первый спинной плавник сравнительно невелик, второй спинной плавник крупный, его высота составляет от 3 до 5 % длины тела., его основание лежит позади анального плавника. Грудные плавники небольшие, со слегка заостренными кончиками. На конце второго спинного плавника имеется тёмное пятно, остальные плавники окрашены равномерно. Окрас серо-коричневый, брюхо белое.

## Биология
Питается в основном костистыми рыбами, креветками и кальмарами.

## Размножение и жизненный цикл
Подобно прочим представителям рода серых акул, серые акулы Сейла являются живородящими; развивающиеся эмбрионы получают питание посредством плацентарной связи с матерью, образованной опустевшим желточным мешком. В помёте 1 или 2 акулёнка. Размер новорожденных составляет 33—45 см. Беременность длится 9 месяцев. Максимальная зарегистрированная длина — 1 м, средняя длина 0,6—0,8 м. Половая зрелость наступает при длине 0,6-0,7 м в возрасте около 1 года. Максимальная продолжительность жизни 5 лет..

## Взаимодействие с человеком
Этот вид не представляет опасности для человека. Серые акулы Сейла являются объектом кустарного и небольшого коммерческого рыболовства, также их ловят рыболовы-любители. Мясо используется для потребления человеком в пищу.
Международный союз охраны природы (МСОП) присвоил этому виду статус сохранности «Близкий к уязвимому положению» (NT), хотя лишь неполнота данных не позволила присвоить ему статус «Уязвимый» (VU).